# Чуква
Чу́ква (колишня Чу́ків) — село в Україні, в Самбірському районі Львівської області. Населення становить 1701 особа (2021). Орган місцевого самоврядування — Ралівська сільська рада. З 11 серпня 2016 року є центром Чуквянської сільської громади. З 2020 року входить в Ралівську сільську громаду.Розташоване за 6 км від міста Самбора і за 73 км від Львова.

## Назва
Назва села походить від річки Чуква.

## Історія
Перша письмова згадка про село датується 1415 роком, коли привілеєм короля Ягайла Чукві надавалося магдебурзьке право з описом меж сільських земель тодішніх власників, — чотирьох рідних братів.
Цікаво також, що недалеко від місця теперішнього села Чукви було старовинне місто Брекля, а південніше, ближче до лісу — Котковичі. Досі недалеке поле називаються Бреклею, а частину Чукви — Колтавою. Назва «Колтава», за переказами, походить від слова «ковтати» — збережена до тепер частина села під лісом відповідала охорону поселення від нападів ворогів і в разі небезпеки сторожі «ковтали» у барабан чи у дерев'яну бочку.
У нижній частині Чукви жили переважно поляки, переселені з різних частин Польщі і у різні часи. Востаннє у Чукві поселелися поляки у 1920-х роках.

## Населення

### Мова
Розподіл населення за рідною мовою за даними перепису 2001 року:
| Мова       | Кількість | Відсоток |
| ---------- | --------- | -------- |
| українська | 1493      | 97.13%   |
| польська   | 32        | 2.09%    |
| російська  | 11        | 0.72%    |
| румунська  | 1         | 0.06%    |
| Усього     | 1537      | 100%     |

## Економіка
В селі будується картоплесховище розраховане на зберігання 16 тис. тон врожаю терміном до 10 місяців компанії «Контінентал Фармерз Груп».

## Культура
Сьогодні у селі діє Народний дім. Тут відбувається свято бойківського фольклору «Бойківське подвір'я», яке відбувається що п'ять років. В Народному домі розміщений Музей національно-визвольних змагань.

## Релігія

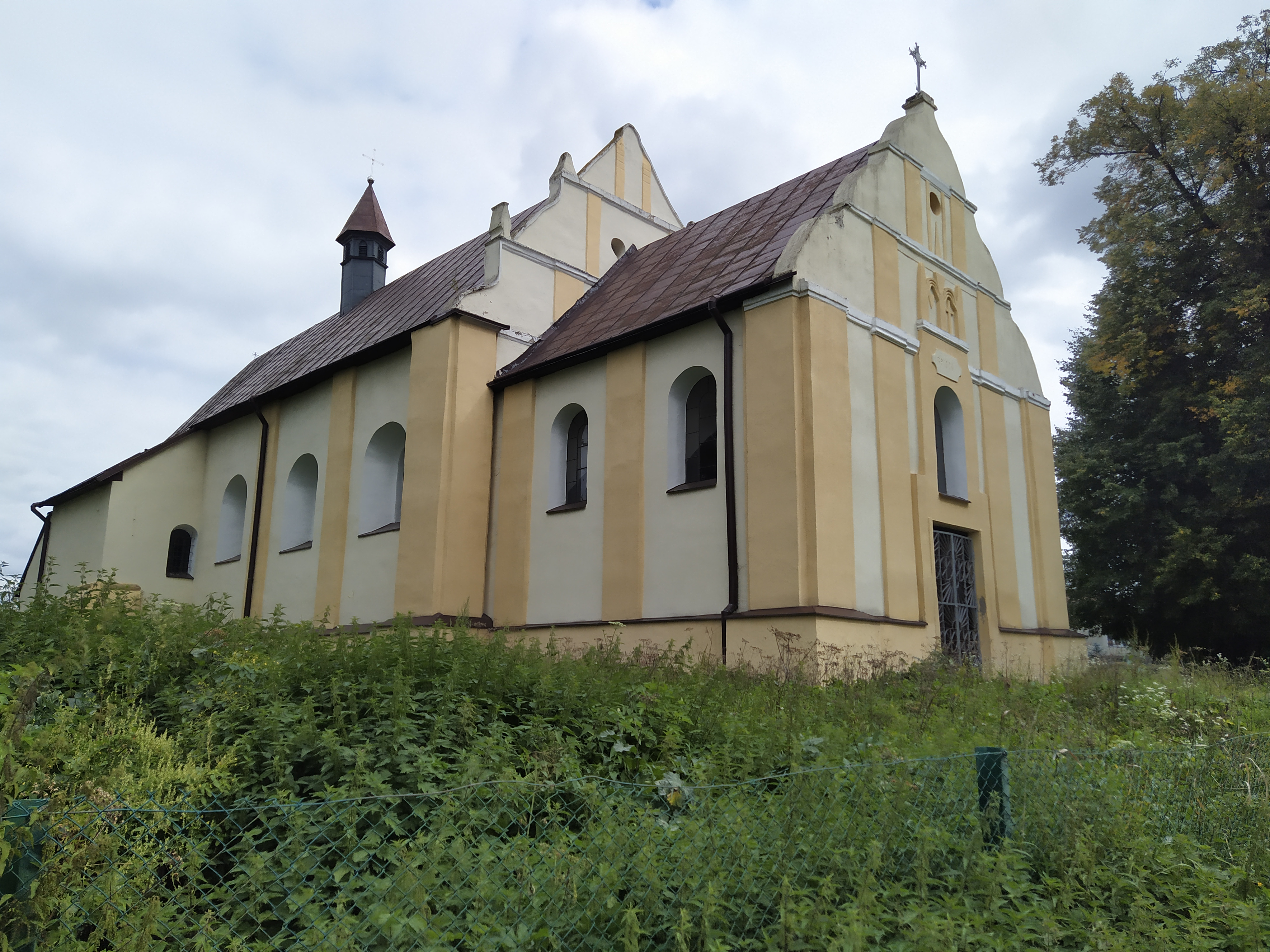
Костел Пресвятої Богородиці (1720)

У селі збережені два храми: дерев'яна церква Різдва Пресвятої Богородиці (1854) та костел Пресвятої Богородиці (1720). Хоча перші письмові відомості про місцеву церкву датуються 1556 роком. Також у Чукві є новозбудована Церква Різдва Пресвятої Богородиці (1995-2000-ті рр будівництва) і належить до Православної Церкви України.

## Постаті
- Луцишин Іван Богданович (1988—2014) — старший солдат Збройних сил України, учасник російсько-української війни.
- Шедний Атаназій Іванович (1920—1950) — діяч ОУН.

## Культові споруди
- Церква Різдва Пресвятої Богородиці 1853 року[5].